# Merzen
Merzen ist eine Gemeinde innerhalb der Samtgemeinde Neuenkirchen im Nordwesten des Landkreises Osnabrück in Niedersachsen (Deutschland).

## Geographie

### Geographische Lage
Merzen liegt im nordwestlichen Bramgau südlich der Ankumer Höhe. Dort befindet es sich am Rand des nordwestlichen Teils vom Naturpark Nördlicher Teutoburger Wald-Wiehengebirge.

### Klima
Gemäßigtes Seeklima beeinflusst durch feuchte Nordwestwinde von der Nordsee. Im langjährigen Mittel erreicht die Lufttemperatur in Merzen 8,5 °C–9,0 °C und es fallen ca. 700 mm Niederschlag. Zwischen Mai und August kann mit durchschnittlich 20 bis 25 Sommertagen (klimatologische Bezeichnung für Tage, an denen die Maximaltemperatur 25 °C übersteigt) gerechnet werden.

### Nachbargemeinden
Merzen grenzt im Norden an Eggermühlen, im Osten an Ankum und Bramsche, im Süden an Neuenkirchen und Voltlage sowie im Westen an Fürstenau.

### Gemeindegliederung
Gemeindeteile und Einwohnerzahlen:
- Döllinghausen (187)
- Engelern-Schlichthorst (490)
- Lechtrup-Merzen (2.627) – Sitz der Gemeindeverwaltung
- Ost-/Westeroden (182)
- Plaggenschale (284)
- Südmerzen (387)

(Stand: 14. Juli 2003)
Bei den Gemeindeteilen handelt es sich größtenteils um Streusiedlungen.
Zusammen mit seinen Nachbargemeinden Neuenkirchen und Voltlage bildet Merzen die Samtgemeinde Neuenkirchen.

## Geschichte

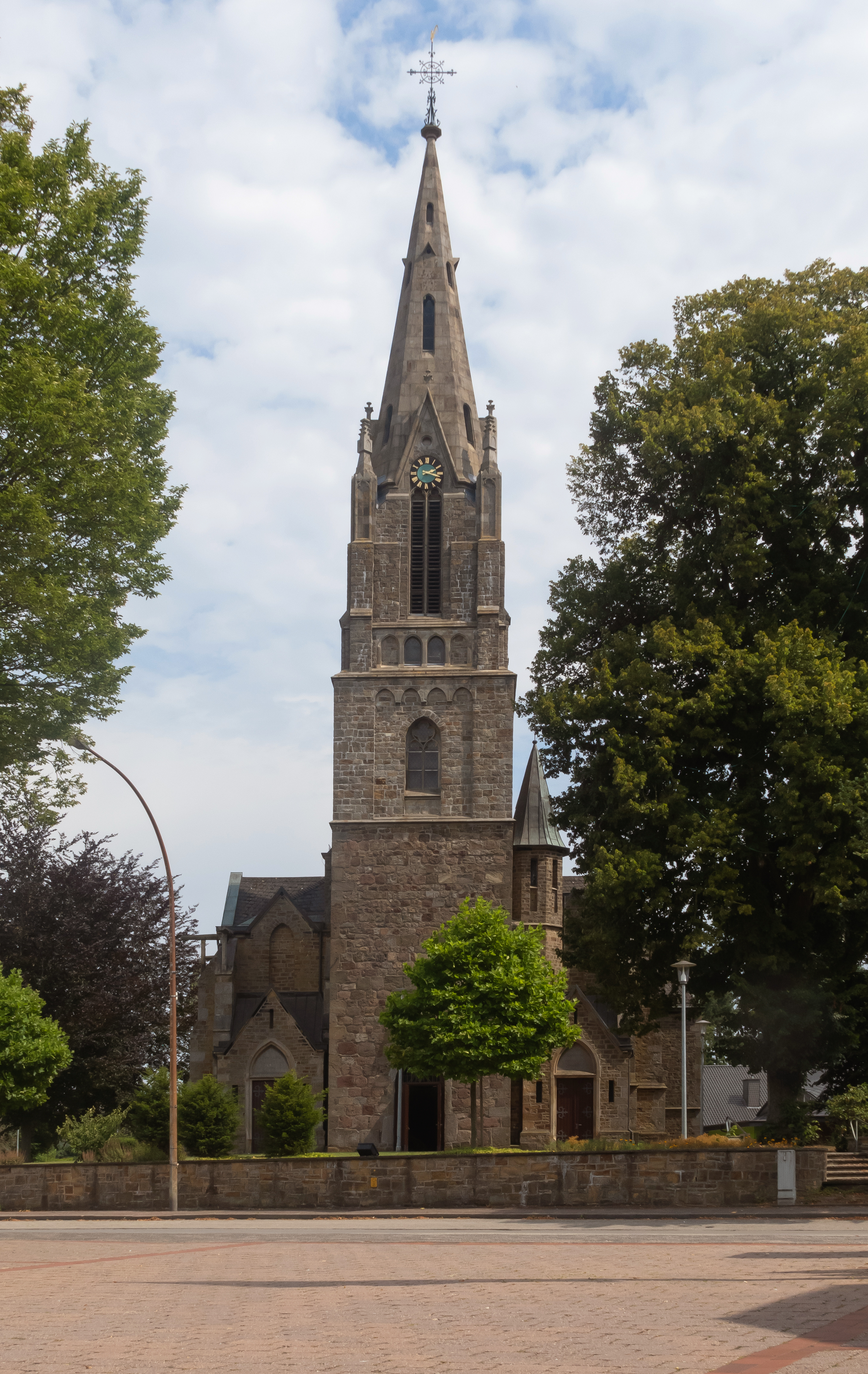
Sankt-Lambertus-Kirche

Seit der Bronze- und Eisenzeit besiedelt, wurde Merzen als Marsunnon (nassfeuchte Niederung) im Jahre 977 erstmals in einer ottonischen Urkunde erwähnt. Die ursprünglich romanische Kirche St. Lambertus war erst aus Holz, ab dem 12. Jahrhundert aus Stein (Westturm um 1200) erbaut worden. Die neogotische dreischiffige Hallenkirche wurde 1874 bis 1876 nach Plänen des historistischen Architekten Lütz erbaut. Der romanische Westturm blieb zum Teil erhalten, wurde 1894 erhöht und mit einer schlanken Spitze versehen. Eine Renovierung erfolgte 1986, die Turmsanierung 2008. Seit dem begradigenden Ausbau der B 218 in den 1960er Jahren gibt es in Merzen sonst kaum noch historische Bausubstanz, allerdings ein bedeutendes Hügelgräberfeld in einem Machandelbaumhain.
Das Gebiet von Merzen gehörte bis 1802 territorial zum Hochstift Osnabrück. Nach der französischen Besetzung bis 1814 unter Napoleon Bonaparte kam Merzen infolge des Wiener Kongress an das Königreich Hannover. Mit der Niederlage des Königreichs Hannover von 1866 wurde Merzen Teil von Preussen.

### Eingemeindungen
Die heutige Gemeinde Merzen wurde anlässlich der Gebietsreform am 1. Juli 1972 aus den Gemeinden Döllinghausen, Engelern, Lechtrup-Merzen, Ost- und Westeroden, Plaggenschale und Südmerzen gebildet. Alle Orte gehörten bis zum 30. Juni 1972 dem Landkreis Bersenbrück an.

### Einwohnerentwicklung

Bevölkerungsentwicklung in Merzen seit 1987

Die folgende Übersicht zeigt die Einwohnerzahlen von Merzen im jeweiligen Gebietsstand und jeweils am 31. Dezember.
Bei den Zahlen handelt es sich um Fortschreibungen des Landesbetriebs für Statistik und Kommunikationstechnologie Niedersachsen auf der Basis der Volkszählung vom 25. Mai 1987.
Bei den Angaben aus den Jahren 1961 (6. Juni) und 1970 (27. Mai) handelt es sich um die Volkszählungsergebnisse einschließlich der Orte, die am 1. Juli 1972 eingegliedert wurden.
| Jahr | Einwohner |
| ---- | --------- |
| 1961 | 2466      |
| 1970 | 2564      |
| 1987 | 2941      |
| 1990 | 3039      |

| Jahr | Einwohner |
| ---- | --------- |
| 1995 | 3646      |
| 2000 | 4046      |
| 2005 | 4111      |
| 2010 | 4027      |

| Jahr | Einwohner |
| ---- | --------- |
| 2011 | 4009      |
| 2015 | 3921      |
| 2017 | 3907      |
| 2018 | 3859      |

## Politik

### Gemeinderat
Der Gemeinderat hat gegenwärtig 15 Mitglieder aus drei Parteien oder Gruppen. Dies ist die festgelegte Anzahl für eine Mitgliedsgemeinde einer Samtgemeinde mit einer Einwohnerzahl zwischen 3.001 und 5.000 Einwohnern. Die Ratsmitglieder werden durch eine Kommunalwahl für jeweils fünf Jahre gewählt.
Bürgermeister ist Christof Büscher (CDU). Stellvertretender Bürgermeister und Vorsitzender der CDU Samtgemeinderatsfraktion ist Georg Weglage (CDU). Die folgende Tabelle zeigt die Kommunalwahlergebnisse seit 1996.
| 2021–2026 | 65,5 | 10 | 18,4 | 3 | 11,7 | 2 | —    | — | 100 | 15 | 63,8 |
| 2016–2021 | 68,7 | 10 | 17,3 | 3 | 14,0 | 2 | —    | — | 100 | 15 | 54,8 |
| 2011–2016 | 79,1 | 12 | 8,4  | 1 | 12,6 | 2 | —    | — | 100 | 15 | 48,6 |
| 2006–2011 | 85,4 | 13 | 2,2  | 0 | 12,4 | 2 | —    | — | 100 | 15 | 49,8 |
| 2001–2006 | 77,0 | 12 | 1,7  | 0 | 9,1  | 1 | 12,2 | 2 | 100 | 15 | 55,1 |
| 1996–2001 | 67,6 | 11 | 2,0  | 0 | 13,0 | 2 | 17,4 | 2 | 100 | 15 | 73,4 |
| Prozentanteile gerundet. Quellen: Landesbetrieb für Statistik und Kommunikationstechnologie Niedersachsen, Landkreis Osnabrück. Bei unterschiedlichen Angaben in den genannten Quellen wurden die Daten des Landesbetrieb für Statistik und Kommunikationstechnologie verwendet, da diese eine insgesamt höhere Plausibilität aufweisen. ____________________ 1 Freie Wählergemeinschaft |      |    |      |   |      |   |      |   |     |    |      |

### Bürgermeister
- seit 2021 Christof Büscher (CDU)[12]
- 1996–2021 Gregor Schröder (CDU)[13]
- 1972–1996 Alois Brinkmann (CDU)

## Wirtschaft
Im Jahr 2022 erzielte Merzen Einnahmen aus der Gewerbesteuer in Höhe von 1,7 Millionen Euro. Mit einem Gewerbesteuerhebesatz von 400 % ist die Gemeinde knapp unter dem durchschnittlichen Gewerbesteuerhebesatz in Deutschland (403 %, Stand: 2022).

## Kultur und Sehenswürdigkeiten
- Wacholderhain und Gräberfeld Plaggenschale mit Barfußpfad (500 m) in Westeroden[15]

## Sport
- Sportverein Blau-Weiss Merzen e. V.
  - Fußball
  - Volleyball
  - Beachvolleyball
  - Basketball
  - diverse Turngruppen
  - Darts
- Reitsportfreunde Engelern e. V.
- Tennisverein Merzen e. V.
- Reit- u. Fahrverein Merzen e. V.
- Crosshoppers Merzen e. V.
- Sportverein DJK Schlichthorst e. V.

## Verkehr
Die Bundesstraße 218 durchquert das Gemeindegebiet von Nordwesten nach Südosten.
Merzen ist angebunden an die Buslinie 610 der Verkehrsgemeinschaft Osnabrück, die im Stundentakt von Osnabrück nach Fürstenau fährt.

## Sage von den Türkenketten
Die dem Wappen der Gemeinde zugrunde liegende Sage ist die von den Türkenketten. Angeblich nahmen einmal zwei Merzener an einem Kreuzzug ins Heilige Land teil. Dabei gerieten sie in türkische Gefangenschaft und wurden zum Tode verurteilt. In ihrer letzten Nacht beteten sie, sie möchten noch ein letztes Mal die Glocken ihrer Heimat hören. Sie schliefen ein und erwachten am nächsten Morgen auf wundersame Weise auf dem Juckelsboll, einem kleinen Hügel in der Nähe der Merzener Kirche, vom Geläut zum Morgengottesdienst geweckt. Ihre Ketten wurden als Beweis für das Wunder im Gotteshaus aufgehängt. Sie wurden in den 1970er Jahren gestohlen, die Gemeinde verfügt aber über eine Nachbildung. Im Ortswappen sind sie zu sehen.
Auf dem Juckelsboll befindet sich eine Tafel, auf der man die Sage der Türkenketten in gereimter Form nachlesen kann:
Vor 800 Jahren an dieser sagenumwobenen Stätten/
vollzog sich das Wunder der Türkenketten./
Auf einem Kreuzzug zwei Merzener sich befanden/
für den Glauben zu kämpfen in heiligen Landen./
Von Türken gefangen, baten sie Gott zu Ehren/
noch einmal die Heimatglocken zu hören./
Welch Wunder, als sie erwachten am Morgen/
fanden sie sich auf dem Juckelsboll geborgen./